# براينت ريفز
براينت ريفز (بالإنجليزية: Bryant Reeves)‏ مواليد 8 يونيو 1973 في فورت سميث، هو لاعب كرة سلة أمريكي سابق بدأ مسيرته الاحترافية في سنة 1995 وحمل الرقم 50. يبلغ طوله 7 قدم 0 بوصة (2.1 م). اعتزل اللعب في 2001.

## روابط خارجية
- براينت ريفز على موقع إن بي أي (الإنجليزية)
- براينت ريفز على موقع سبورتس رفرنس (الإنجليزية)
- براينت ريفز على موقع كرة السلة الأوروبية.كوم (الإنجليزية)
- براينت ريفز على موقع كلية كرة السلة في سبورتس رفرنس.كوم (الإنجليزية)
- براينت ريفز على موقع ريلجم (الإنجليزية)
- براينت ريفز على موقع بروبوليرز (الإنجليزية)